# ا کاربایینیو
ا کاربایینیو (به اسپانیایی: O Carballiño) یک شهرستان در اسپانیا است که در استان اورنسه واقع شده‌است.

## خصوصیات
ا کاربایینیو ۵۴ کیلومترمربع مساحت و ۱۴٬۲۴۶ نفر جمعیت دارد و ۳۹۷ متر بالاتر از سطح دریا واقع شده‌است.